# Radai rosseb
A radai rosseb népi eredetű kifejezés. A rosseb (eredetileg rossz seb) valószínűleg a népi gyógyászatban kialakult, főnévi jelentésű összetett szó; a radai jelző a feltételezések szerint a Zala vármegyei Nagyrada településre utal. Ellentétben a későbbi használatával, a radai rosseb nem a szifiliszt, hanem a községet 1711-ben sújtó pestisjárványt jelenti.
Egy másik elmélet szerint a kifejezés feltehetőleg a középkorban (Nagy Lajos király 1350-es nápolyi hadjárata után) Radán létesített egykori katonai kórház (ispotály), illetve az ott gyógykezelt szifiliszes katonák emlékét őrzi.

## Rosseb
Az Új magyar tájszótár szerint a szó a Dél- és a Nyugat-Dunántúlon terjedt el.
A rosseb Szegő szerint a szifilisszel azonosítható betegséget jelöl. A szóösszetételben a rossz jelző A magyar nyelv történeti-etimológiai szótára szerint arra utal, hogy a betegség gyógyíthatatlan volt, míg a seb a kórral járó fekélyt jelentheti.
Vázsonyi Izidor gyűjtése szerint, amely a Magyar Nyelvőrben 1880-ban jelent meg, a Tapolca környékén használatos volt „A radai rosseb rággyon meg!” szitok.